# Steve Hart
Steve Hart (né le 29 février 1972 à Londres, dans le quartier d'Islington) est un chanteur pop et un acteur anglais choisi par Simon Cowell pour faire partie du boys band Worlds Apart.

## Biographie
Steve Hart a été choisi par Simon Cowell pour devenir membre du boys band Worlds Apart et a signé un contrat de disque avec Arista Records/BMG Records.
Worlds Apart a sorti son premier album au Royaume-Uni, et après plusieurs tournées de concerts et des apparitions régulières à la télévision, le groupe est devenu extrêmement populaire en Europe, où il a signé un contrat de disque avec EMI. Hart devient le chanteur et l'auteur-compositeur principal du groupe. Après avoir remporté le prix des meilleurs nouveaux venus au prestigieux Supershow Bravo, Worlds Apart est rapidement devenu le plus grand boys band d'Allemagne[réf. nécessaire].
Leur succès s'est poursuivi dans toute l'Europe, au Moyen-Orient, en Amérique du Sud et en Asie. Avec des singles et des albums numéro un, le groupe a vendu bien plus de 10 millions de disques[réf. nécessaire].
En plus du magazine officiel Worlds Apart et de nombreux magazines non officiels, un magazine de Steve Hart appelé Steve a été vendu dans les kiosques à journaux après qu'il a été élu l'homme le plus sexy d'Europe pendant trois années consécutives.
Steve Hart est un auteur-compositeur accompli, qui a écrit de nombreux succès de Worlds Apart. Il a également écrit des chansons pour des films, des émissions de télévision et de nombreuses chansons à succès pour d'autres artistes. Il a récemment écrit la chanson du gagnant de The Voice UK 2016.
Steve Hart s'est installé à Los Angeles après avoir terminé sa formation à l'Académie d'art dramatique de Londres, la Webber Douglas Academy of Dramatic Art, et sa formation de deux ans Meisner Acting au The Actors' Temple.
Il est également le créateur de la série télévisée Mirror Mirror sur l'application VERIZON, Go90.
Steve Hart est le manager de The Jacksons : Jackie Jackson, Tito Jackson, Marlon Jackson et Jermaine Jackson des Jackson Five.

## Vie privée
Steve Hart a été marié de 2010 à 2019 à l'actrice Ashley Scott, avec laquelle il a deux filles.

## Filmographie

### Cinéma
- 2005 : Forest of the Damned : John
- 2006 : A-List : Dante
- 2009 : Green Street Hooligans : Paul
- 2015 : Meet Pursuit Delange: The Movie : PC Hart

### Court-métrage
- 2007 : Traffic Warden : Mickey Willis
- 2010 : Dragon Soccer : Steve
- 2010 : Meet Pursuit Delange : Steve the Barman